# Американизируй меня
«Американизи́руй меня́» (англ. American Me) — кинофильм 1992 года, снятый в жанре криминальной драмы. В основе сюжета — события из жизни мексиканской мафии в Лос-Анджелесе. Дебютантом в качестве режиссёра выступил Эдвард Джеймс Олмос. Другой вариант русского названия — «Я — американец».

## Сюжет
История криминальной карьеры одного из вымышленных латиноамериканских «авторитетов» Лос-Анджелеса — Монтойя Сантаны. Ещё в юности он попал за решетку. Американская тюрьма оказалась жестокой школой, и своих «учеников» научила прежде всего жестокости. Сантана, проявивший недюжинные организаторские способности, создал «банду банд», вошедшую в историю под названием англ. «ЕМЕ» («Мексиканская мафия») и ставшую самой сильной из калифорнийских тюремных группировок.

## В ролях
- Эдвард Джеймс Олмос — Монтойя Сантана
- Уильям Форсайт — ДжиДи
- Кэри-Хироюки Тагава — Эль Япо
- Пепе Серна — Мундо
- Даниэль Э. Харо — Куэро
- Сол Лопес — Педро Сантана
- Вира Монтес — Эсперанса Сантана
- Денни Ди Ля Пас — Папитт
- Роберто Мартин Маркес — Ача
- Диана Ортелли — Иоланда
- Эвелина Фернандес — Джулия

## Критика
На агрегаторе рецензий Rotten Tomatoes рейтинг одобрения составляет 73% на основе отзывов 11 критиков. На Metacritic фильм получил оценку 66 % на основе отзывов 11 рецензий, что означает «в целом положительные отзывы».
Роджеру Эберту из Chicago Sun-Times понравилось то, что реальность в фильме представлена правдоподобно: «Я почувствовал, что фильм основан на реальной ситуации, в которой уличные банды и тюрьма в сочетании с торговлей наркотиками, которая финансирует этот процесс, работают вместе, чтобы создать профессиональный преступный класс».
Джанет Маслин из The New York Times пишет: «Режиссура мистера Олмоса мрачная, медленная и торжественная, настолько, что отвлекает внимание от фундаментальной откровенности фильма. Каким бы жестоким он ни был, фильм недостаточно драматичен, чтобы воплотить свой материал в жизнь».

## Интересные факты
Прототип главного героя — Родольфо Кадена (англ. Rodolfo Cadena) — был убит 17 декабря 1972 года в тюрьме в ходе разгоревшейся войны между бандами, в общей сложности ему было нанесено около пятидесяти ножевых ранений. Этот факт включён в финал самого фильма.